# بندپاشناسی

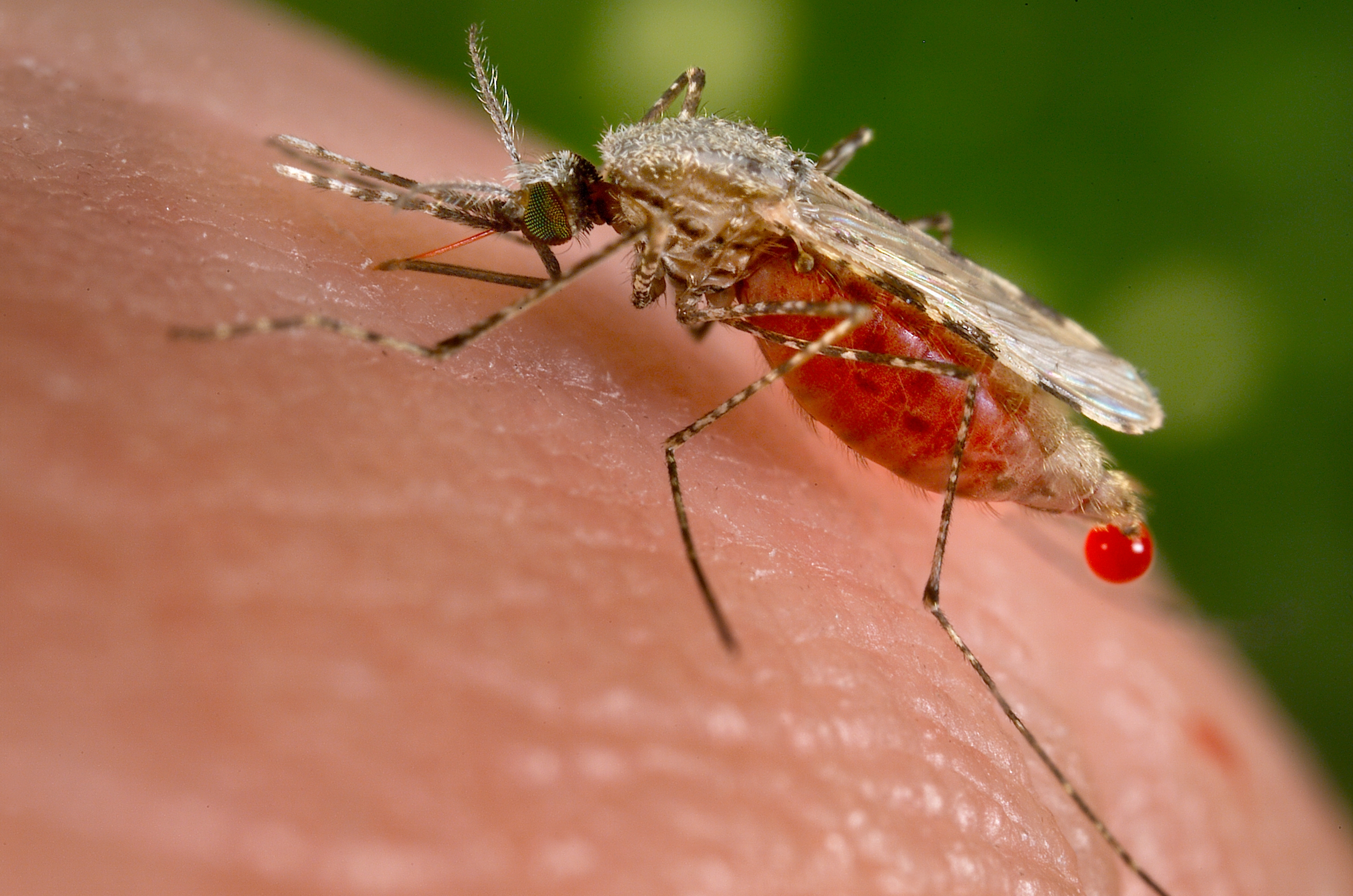
آنوفل استفنسی

بندپاشناسی (به انگلیسی: Arthropodology) (واژه یونانی ἄρθρον (ἄρθρον - آرترون به معنی «مفصل» و πούς , gen. : ποδός - pous , podos به معنی «پا» است که باهم به معنی «پاهای بندبند» است)، یک رشته زیست‌شناسی است که به مطالعه بندپایان، گروهی از جانوران شامل حشرات، عنکبوتیان، سخت‌پوستان و دیگران که دارای اندام‌های مفصلی هستند می‌پردازد.
این رشته در پزشکی بسیار مهم است که همراه با انگل‌شناسی مورد مطالعه قرار گرفته‌است. بندپایان پزشکی مطالعه اثر انگلی بندپایان است، نه تنها به عنوان انگل، بلکه به عنوان ناقل. اولین کنفرانس سالانه بندپاشناسی پزشکی در مادورای (تامیل نادو) در سال ۲۰۰۷ برگزار شد.